# Pectoral de la princesse Sithathoriounet

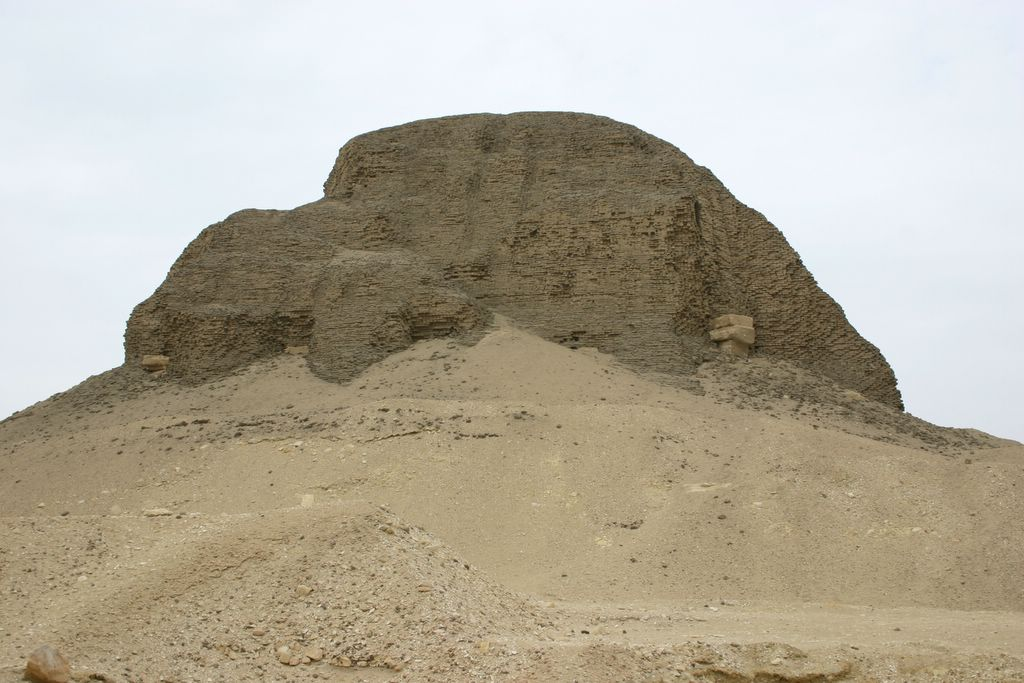
Pyramide de Sésostris II à El-Lahoun.

Le pectoral de la princesse Sithathoriounet est un joyau élaboré par des orfèvres égyptiens sous le Moyen Empire de l'Égypte antique, pendant la XIIe dynastie. Le bijou est exposé de façon permanente au Metropolitan Museum of Art de New York, qui en est propriétaire depuis 1916, lorsqu'il a été donné au musée par le Fonds Rogers et par Henry Walters.

## Découverte
Le pectoral a été trouvé en compagnie d'autres bijoux pendant les fouilles menées par Guy Brunton, assistant de l'égyptologue britannique William Matthew Flinders Petrie, vers 1913-1914. La découverte a eu lieu au sud-est de la pyramide de Sésostris II, à l'intérieur de la tombe de Sathathoriounet (ou tombe 8 de El-Lahoun), « Fille de Hathor de Dendérah », fille d'un roi égyptien, (probablement Sésostris II). La localité d'El-Lahoun (en arabe: لاهون) est une bourgade située dans l'oasis du Fayoum, où se trouve le complexe de la pyramide de Sésostris II ; c'est la bourgade des travailleurs (en arabe : El Kahun كاهون) qui ont érigé les constructions pour le culte funéraire du roi, à huit cents mètres de la pyramide, au bord de la zone cultivée.

## Caractéristiques
- Style: égyptien.
- Matériel: Or, cornaline, feldspath, grenat, turquoise.
- Hauteur: 4,4 centimètres.
- Longueur maximale: 8,2 centimètres.

## Sources
- Page 1 sur le Pectoral de la princesse Sithathoriunet du Metropolitan Museum of Art
- Page 2 sur le Pectoral de la princesse Sithathoriunet du Metropolitan Museum of Art